# 다성애

다성애 깃발.

다성애(多性愛, polysexuality)란 여성, 남성, 논바이너리, 젠더퀴어 등 여러 성별(gender)에 성적 끌림을 느끼지만, 모든 성별(gender)에 성적 끌림을 느끼지는 않는 성적 지향이다.
다성애자는 수많은 종류의 성을 아우르거나 그에 따른 특징이 있다.

## 범위
다성애는 동시에 여러 명의 성애 대상을 가지는 비독점적 다자연애, 또 성별을 구별하지 않는 범성애와는 구별된다. 다성애는 여러 성을 아우르지만 반드시 모든 성을 아우를 필요는 없다.

## 같이 보기
- 양성애 혐오
- 성중립